# Son Armadans
Son Armadans és un barri de Palma de 8.279 habitants (2018) situat al peu del castell de Bellver, entre els torrents de Sant Magí i d'Aigo Dolça. Limita amb les barriades del Terreno, el Jonquet, Santa Catalina, Son Dureta i Son Espanyolet. És un barri residencial i turístic, amb gran quantitat de població estrangera.

## Llocs d'interès
- Parròquia de Santa Tereseta, creada l'any 1938.
- Auditorium de Palma.
- Torre defensiva de Son Armadans, Bé d'interès cultural.

## Transport
Amb autobús el barri queda connectat mitjançant les següents línies de la EMT: 
| Línia | Trajecte                  | Recorregut       | Freqüència laborables |
| ----- | ------------------------- | ---------------- | --------------------- |
| 1     | Aeroport - Ciutat - Port  | Veure recorregut | 16 minuts             |
| 3     | Pont d'Inca - Ses Illetes | Veure recorregut | 9 minuts              |
| 5     | El Rafal Nou - Son Dureta | Veure recorregut | 11-12 minuts          |
| 20    | Sant Agustí - Son Espases | Veure recorregut | 22 minuts             |
| 29    | Circular Son Espases      | Veure recorregut | 20-40 minuts          |
| 41    | Bus de nit                | Veure recorregut | -                     |
| 46    | Gènova - Sant Agustí      | Veure recorregut | 22 minuts             |